# Jeanne d’Arc Mujawamariya
Jeanne d’Arc Mujawamariya (ur. 13 marca 1970 w Kigali) – rwandyjska polityk i dyplomatka. Ambasador Rwandy w Rosji w latach 2014–2019, minister środowiska od 4 listopada 2019 roku.

## Życiorys
Studiowała na Rosyjskim Uniwersytecie Przyjaźni Narodów na Wydziale Fizyki, Matematyki i Nauk Przyrodniczych. Ukończyła studia z tytułem licencjata z chemii, a w 1997 roku uzyskała tytuł magistra z chemii fizycznej. W 2001 roku obroniła pracę doktorską w Indyjskim Instytucie Technologii w Roorkee.
Od 2003 do 2006 roku pełniła funkcję pierwszego wiceministra ds. szkolnictwa podstawowego i średniego, a w 2005 roku została także pierwszym wiceministrem szkolnictwa wyższego w tym samym Ministerstwie Edukacji, Nauki, Technologii i Badań Naukowych. W 2006 roku stanęła na czele ministerstwa sprawując tę funkcję do marca 2008 roku.
W styczniu 2008 roku Mujawamariya stanęła przed komisją parlamentarną badającą obecność „ideologii ludobójczej” w rwandyjskich szkołach. Kilku członków komisji skrytykowało działania Mujawamariyi i Josepha Murekeraho, pierwszego wiceministra ds. szkolnictwa podstawowego i średniego, zarzucając im niedostateczne stosowanie kar wobec nauczycieli szerzących w szkołach nastroje tutsifobiczne. Zwalczanie „ideologii ludobójczej” jest częścią polityki rządu rwandyjskiego mającej na celu zmniejszanie poziomu nienawiści etnicznej pomiędzy Rwandyjczykami z grup etnicznych Hutu i Tutsi po ludobójstwie na Tutsi z 1994 roku.
W marcu 2008 roku Jeanne d’Arc Mujawamariya została ministrem ds. równouprawnienia płci i rodziny, przygotowując jednocześnie szereg ustaw dotyczących ochrony dzieci i kobiet. Funkcję tę pełniła do marca 2011 roku, po czym została rektorem Instytutu w Kigali.
16 stycznia 2014 roku złożyła listy uwierzytelniające na ręce prezydenta Rosji Władimira Putina obejmując stanowisko ambasadora Rwandy w Federacji Rosyjskiej. Imię rwandyjskiej ambasador przyciągnęło uwagę rosyjskich mediów. Według „Komsomolskiej Prawdy” w kuluarach żartowano czy Mujawamariya przyjdzie na uroczystość w zbroi, z jaką kojarzona jest Joanna d’Arc. W lipcu 2014 roku ambasador oświadczyła, że Rwanda mogłaby uznać aneksję Krymu przez Rosję, dopiero jeśli uczyniłaby to Unia Afrykańska.
4 listopada 2019 roku decyzją Prezydenta Rwandy Paula Kagame została odwołana z obowiązków ambasadora i mianowana ministrem środowiska. Wśród głównych celów minister Mujawamariyi jest dążenie do osiągnięcia zrównoważonego rozwoju i przeprowadzenie zielonej transformacji społeczno-gospodarczej Rwandy.
Mujawamariya mówi płynnie po rwandyjsku, francusku, angielsku, rosyjsku oraz komunikatywnie w suahili. Jest mężatką, ma troje dzieci.